# Joan Giraud d'Astros

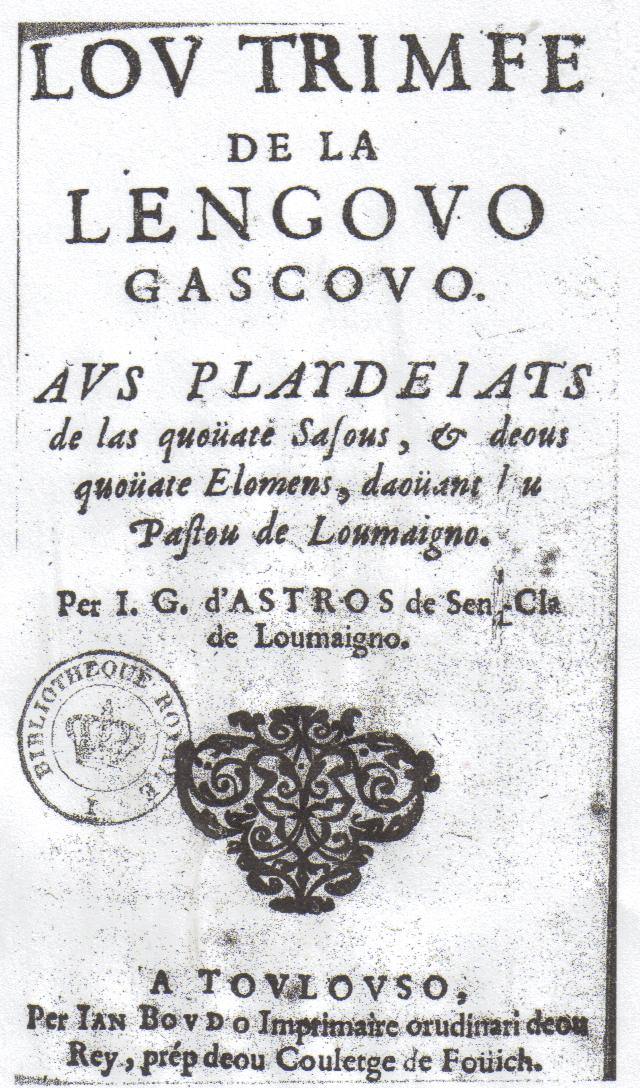
Coberta de Lou trimfe de la lengouo gascouo

Joan Giraud d'Astros (Sent Clar de Lomanha, Gascunya 1594 - 1648) fou un capellà i escriptor gascó, influït per Virgili, Sal·lusti de Bartas i Pèire Godolin. Fou autor de catecismes i d'altres llibres religiosos És conegut pel seu poema barroc, escrit en una llengua rica i acolorida, i publicat a Tolosa de Llenguadoc el 1642.

## Obres
- Lou trimfe de la lengouo gascouo, aus playdeiats de las quoüate Sasous et deous quoüate Elomens daoüant lou Pastou de Loumaigno (1642)